# Sierra de Perijá

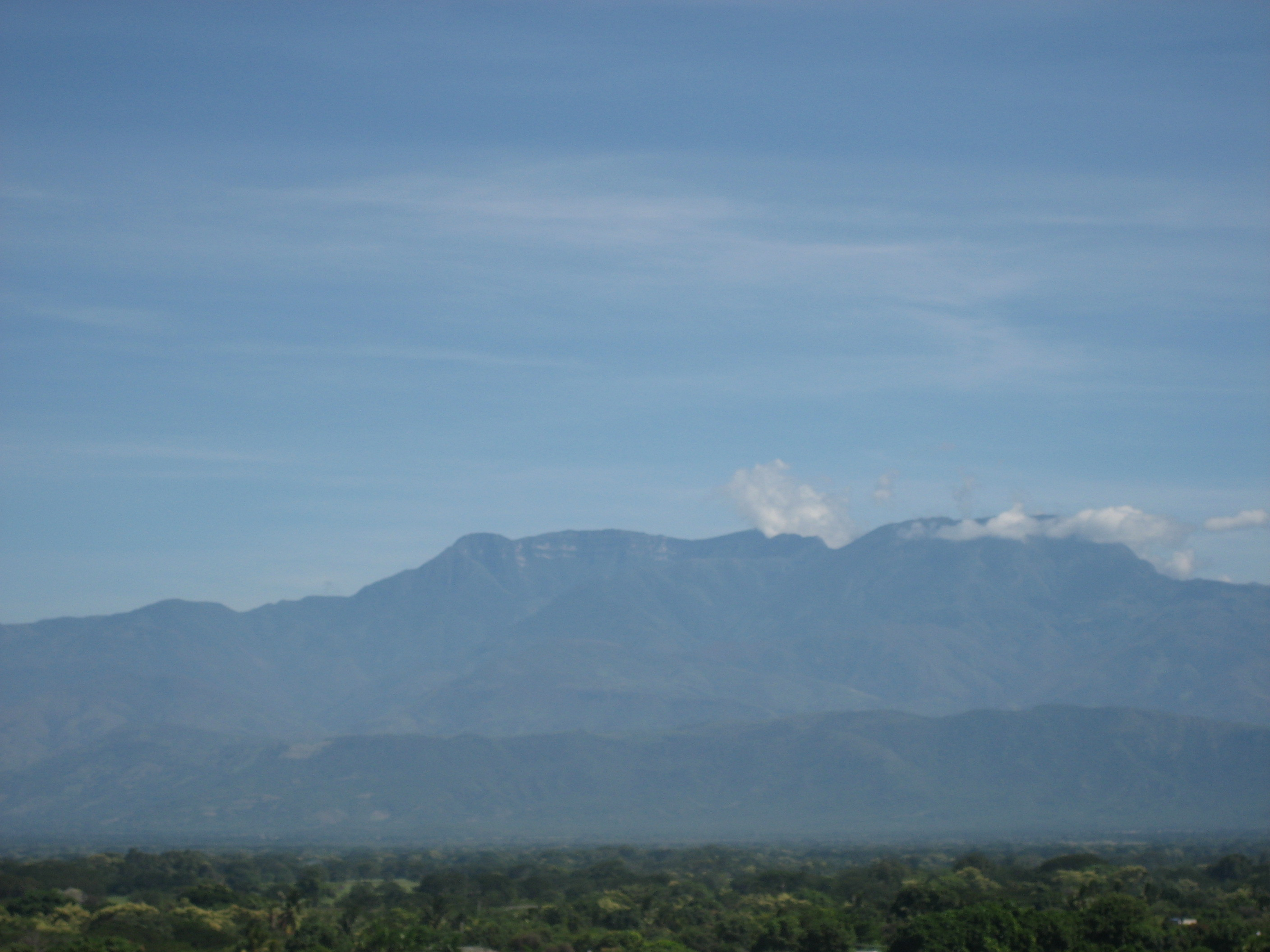
Sierra de Perijá, na Colômbia.

A Sierra de Perijá ou Serranía de Perijá (também na variantes "del Perijá") é o ramal mais setentrional da Cordilheira dos Andes, na Colômbia e Venezuela. É ainda conhecida, principalmente na sua zona sul, como Serranía de los Motilones, e inclui outros sistemas montanhosos como a "serranía de Valledupar" e os montes de Oca.
Marca a fronteira Colômbia-Venezuela, com os departamentos colombianos de Norte de Santander, Cesar e La Guajira a oeste e o estado venezuelano de Zulia a leste. A vertente oriental pertence à bacia do Lago de Maracaibo e nela destaca-se o rio Catatumbo. A vertente ocidental corresponde principalmente à bacia do rio Cesar (único rio colombiano que corre para sul, afluente do Rio Magdalena) e do rio Ranchería que desagua diretamente no Mar do Caribe.